# Pulau Pangabatang
Pulau Pangabatang är en ö i Indonesien.   Den ligger i provinsen Nusa Tenggara Timur, i den sydöstra delen av landet, 1 700 km öster om huvudstaden Jakarta. Arean är 0,53 kvadratkilometer.
Terrängen på Pulau Pangabatang är platt. Öns högsta punkt är 17 meter över havet. Den sträcker sig 0,8 kilometer i nord-sydlig riktning, och 1,2 kilometer i öst-västlig riktning.  I omgivningarna runt Pulau Pangabatang växer huvudsakligen savannskog.